# Jérôme Lalemant
Jéróme Lalemant (Parigi, 25 aprile 1595 – Québec, 26 gennaio 1673) è stato un gesuita francese, missionario in Canada.

## Biografia
Eentrò nel noviziato gesuita di Parigi il 20 ottobre 1610; fu ordinato prete nel 1622 ed emise gli ultimi voti il 1º gennaio 1628.
Fu rettore a Blois dal 1632 al 1638, quando fu inviato nelle Americhe come superiore della missione presso gli uroni: la sua strategia missionaria, soprattutto l'idea di reclutare "donati" tra gli indigeni, gli attirò numerose critiche, ma ottenne il sostegno del preposito generale della Compagnia, Muzio Vitelleschi.
Nel 1644 fu nominato superiore generale della missione in Québec, dove si stabilì nel 1645.
Rientrato a Parigi nel 1656, nel 1658 fu nominato rettore del collegio di La Flèche, ma fu presto riassegnato alla missione in Québec su richiesta del vescovo François de Laval.
Furono gesuiti anche i suoi fratelli Charles e Pierre e suo nipote Gabriel.